# نروجین لانگ هاول
نروجین لانگ هاول (به انگلیسی: Norwegian Long Haul) یک شرکت هواپیمایی با کد یاتا DU/D8 است که در تاریخ ۱ ژانویه ۲۰۱۲ میلادی تأسیس شده است. دفتر مرکزی نروژین لانگ هاول در بروم، نروژ واقع شده‌است و قطب این شرکت هواپیمایی در فرودگاه بین‌المللی سووارنابومی، فرودگاه بین‌المللی جان اف کندی، فرودگاه بین‌المللی فورت لادرداله – هالی‌وود و فرودگاه گاتویک قرار دارد و به ۶ مقصد، پرواز مستقیم انجام می‌دهد.